# Centro de Atención, Recuperación y Reinserción de Mujeres Maltratadas
El Centro de Atención, Recuperación y Reinserción de Mujeres Maltratadas (CARRMM), para mujeres y sus hijas e hijos víctimas de la violencia de género entró en funcionamiento  en 1991, siendo el primer centro de la ciudad de Madrid (España) en atender en régimen residencial a las mujeres víctimas de violencia machista, como medio de salvar sus vidas y salir de la espiral de violencia en la que estaban metidas.

## Historia
La Federación de Asociaciones de Mujeres Separadas y Divorciadas inició sus programas de régimen ambulatorio en 1974, inaugurando su primer Centro de Recuperación Integral para Mujeres, Niñas y Niños víctimas de la violencia machista (CARRMM) en 1991 con extensión a todas las Autonomías del Estado y bajo subvención presupuestaria del 0,7% del IRPF. El Centro ha estado dirigido por Ana María Pérez del Campo Noriega desde su creación hasta 2006. En diciembre de 2016 se han conmemorado los 25 años de existencia del Centro con asistencia de representantes de organizaciones feministas, partidos políticos y medios de comunicación.
En el Centro se trabaja con las víctimas en diferentes áreas (médica, psicológica, jurídica y social) con el objetivo de que recuperen su autonomía personal y emocional, considerando que empoderar a la mujer es esencial para su recuperación.
El 14 de diciembre de 2016 el Consejo de las Mujeres del Municipio de Madrid con motivo del IX Premio Participando creamos espacios de igualdad hizo entrega del Reconocimiento a los 25 años a favor de las mujeres víctimas de la violencia de género al Centro de Atención, Recuperación y Reinserción de Mujeres Maltratadas. Este premio también se concedió en la V edición, año 2012, a Ana María Pérez del Campo Noriega, fundadora del Centro.

## Fines
El Centro tiene unos fines bien definidos, que son los que a continuación se relacionanː
- Recuperar en todos los aspectos a una víctima de maltrato (psicológico,  jurídico,  formativo), ayudarle a que consiga los recursos  necesarios para su independencia económica, como un empleo o una vivienda. Esto requiere una intervención larga de 18 meses.[6]

- Ayudar a combatir el sentimiento de culpa y la dependencia del agresor.

- Prestar atención especializada para las hijas e hijos, como víctimas directas e indefensas de la violencia de género.

```
"Aquí se reparan vidas. Es el paso, también, hacia una nueva vida. “El pasado no desaparece, pero pierde su valor y al salir de aquí solo cuenta el futuro. Esta es una escuela de valientes”, zanja la creadora del centro, Ana María Pérez del Campo.. .
[
7
]
```

```
"El centro no es sólo un refugio para salvar la vida. El objetivo es ayudarlas para que superen el calvario por el que han pasado y recuperar a esa mujer que era antes de que le arrebataran la voluntad" cuenta Marta Ramos, la psicóloga del centro.
[
8
]
```

## Servicios
En el Centro se atiende a cualquier mujer, ya sea española o extranjera –con sus hijos/as o sin ellos/as– que haya sufrido violencia machista, siendo fuentes de derivación las asociaciones de mujeres, los Servicios Sociales, centros asesores de la mujer, centros sanitarios y profesionales que trabajan en materia de la violencia desde cada una de sus disciplinas.
Los  servicios que se prestan son gratuitos siendo estos:
- Médicos y psicológicos
- De asesoría jurídica.
- Asistencia de trabajo social, comunicación y cooperación con diferentes instituciones, como por ejemplo centros escolares o establecimientos sanitarios.
- Reserva de plazas en guarderías, vacaciones estivales, campamentos, playa, etc.

## Equipo Técnico
El equipo técnico se encarga del  correcto funcionamiento del Centro, así como de la gestión de los  recursos sociales  en materia de educación, sanidad, vivienda, pensiones no contributivas, incapacidades laborales, y todos aquellos recursos acordados en la Ley Orgánica 1/200, de 28 de diciembre, de Medidas de Protección Integral contra la Violencia de Género.

## El Centro en los Medios de Comunicación
Durante estos años los diferentes medios de comunicación se han hecho eco y han colaborado en dar a  conocer, mediante noticias, artículos o entrevistas, la labor desarrollada por el Centro, por ejemplo:
- Tribuna Feminista. El CARRMM cumple 25 años.[3]

- El Confidencial. Entrevista a Ana María Pérez del Campo.[10]

- Infolibre. El juez del Supremo ha demostrado una cortedad mental grande porque para matar no hace falta fuerza.[11]

- La Vanguardia. Olga, mujer maltratada: primero hay que irse y después denunciar.[12]

- Terra, noticias. Un centro de mujeres para luchar contra la violencia de género.[13]

- El País. Aquí se reparan vidas maltratadas.[14]

- 20 Minutos. Un refugio para 28 familias.[8]

- El País. El club de las mujeres muertas.[15]

- El Mundo. La directora de un Centro de atención a mujeres maltratadas pide una intervención multidisciplinar.[16]